# Джилі (фільм)
«Джилі» (англ. «Gigli») — американська кінокомедія 2003 року режисера Мартіна Бреста з Беном Аффлеком і Дженніфер Лопес в головних ролях.
Фільм отримав шість анти-премій «Золота малина», у тому числі в таких номінаціях, як «найгірший фільм», «найгірший режисер», «найгірший актор» і «найгірша акторка».

## Сюжет
Картина розповідає історію Джилі (Аффлек), найманого вбивці з Лос-Анджелеса, який вічно шукає великих пригод. Його найостанніше завдання — викрадення брата окружного прокурора. Успішно заховавши його в пошарпаній квартирі, Джилі об'єднується з жінкою (Лопес), яка, як він припускає, допоможе йому в цій справі або навпаки додасть неприємностей.

## Цікаві факти
- Зйомки картини почалися в Лос-Анджелесі 10 грудня 2001 року. 29 березня 2002 зйомки закінчилися.
- Спочатку картина називалася «Джилі», потім назву було замінено на більш народну «Жорстока любов», але у результаті було вирішено залишити оригінальну назву.
- Геллі Беррі вибула з проекту через участь в «Людях Ікс 2».
- Гонорар Дженніфер Лопес за цей фільм склав 12 млн доларів.
- Дата прем'єри картини змінювалася кілька разів через погані тест-перегляди і наступне перезнімання окремих сцен.

## Нагороди
- «Найгірший фільм»
- «Найгірша актриса»
- «Найгірший актор»
- «Найгірший акторський дует» - Бен Аффлек і Дженніфер Лопес